# بازی (فیلم ۱۹۶۸)
بازی (به هندی: Baazi) فیلمی محصول سال ۱۹۶۸ و به کارگردانی مونی باتاچارجی است. در این فیلم بازیگرانی همچون درمندرا، وحیده رحمان، جانی واکر، هلن، کشتو موکرجی و نظیر حسین ایفای نقش کرده‌اند.